# ژو اشلسر
ژوزف اشلسر (فرانسوی: ‎Joseph Schlesser‎‎؛ زادهٔ ۱۸ مهٔ ۱۹۲۸ در لیوویل، موز، درگذشتهٔ ۷ ژوئیهٔ ۱۹۶۸ در رون لس اسارت، سن-ماریتیم) رانندهٔ مسابقات اتومبیل‌رانی اهل فرانسه بود که از فصل ۱۹۶۶ تا ۱۹۶۸ در مجموع در سه گراند پری از مسابقات جهانی فرمول یک شرکت کرد، اما موفق به کسب هیچ امتیازی نشد.
اشلسر در ۷ ژوئیه ۱۹۶۸ بر اثر تصادف رانندگی در دور دوم مسابقه در رون لس اسارت، سن-ماریتیم درگذشت.